# 土耳其国铁E40000型电力机车
E40000型电力机车是土耳其共和国国家铁路（TCDD）使用的电力机车车型之一，由法国阿尔斯通公司为首的欧洲五十赫兹集团设计制造，于1970年交付土耳其国铁使用。
1970年，土耳其共和国国家铁路决定将电气化铁路延伸至往安卡拉方向的铁路干线，并为此向五十赫兹集团订购了15台E40000型电力机车；首8台机车由法国阿尔斯通公司位于贝尔福的机车工厂制造，其余7台机车由位于土耳其伊斯坦布尔的铁路工厂组装。
E40000型电力机车是在法国国铁BB 17000型电力机车基础上根据土耳其铁路的使用要求改进而成的交—直流电传动电力机车，两者结构基本相同。机车适用于供电制式为25千伏50赫兹工频单相交流电的电气化铁路，机车主电路采用大功率硅整流器、高压侧调压开关，受电弓采用法维莱AM18型受电弓，转向架为法国电力机车传统的单电机结构，并设有齿轮换档装置，可根据需要设定为不同的传动齿轮比，作为客运机车（最高速度130公里/小时）或货运机车（最高速度90公里/小时）使用，但在土耳其的实际运用中普遍将传动齿轮锁定在客运模式，以提高齿轮箱的可靠性，避免频繁换档而造成故障。E40000型电力机车并设有列车供电系统，主变压器内设有供电绕组，向旅客列车输出1500伏单相交流电，提供列车空调、取暖、照明用电。